# Корню (коммуна)
Корню́ (фр. и окс. Cornus) — коммуна во Франции, находится в регионе Окситания. Департамент — Аверон. Административный центр кантона Корню. Округ коммуны — Мийо.
Код INSEE коммуны — 12077.
Коммуна расположена приблизительно в 560 км к югу от Парижа, в 145 км восточнее Тулузы, в 70 км к юго-востоку от Родеза.

## Население
Население коммуны на 2008 год составляло 514 человек.
| 1962 | 1968 | 1975 | 1982 | 1990 | 1999 | 2008 |
| ---- | ---- | ---- | ---- | ---- | ---- | ---- |
| 540  | 513  | 510  | 434  | 345  | 364  | 514  |

## Экономика
В 2007 году среди 306 человек в трудоспособном возрасте (15—64 лет) 212 были экономически активными, 94 — неактивными (показатель активности — 69,3 %, в 1999 году было 60,2 %). Из 212 активных работали 198 человек (117 мужчин и 81 женщина), безработных было 14 (5 мужчин и 9 женщин). Среди 94 неактивных 27 человек были учениками или студентами, 33 — пенсионерами, 34 были неактивными по другим причинам.

## Фотогалерея

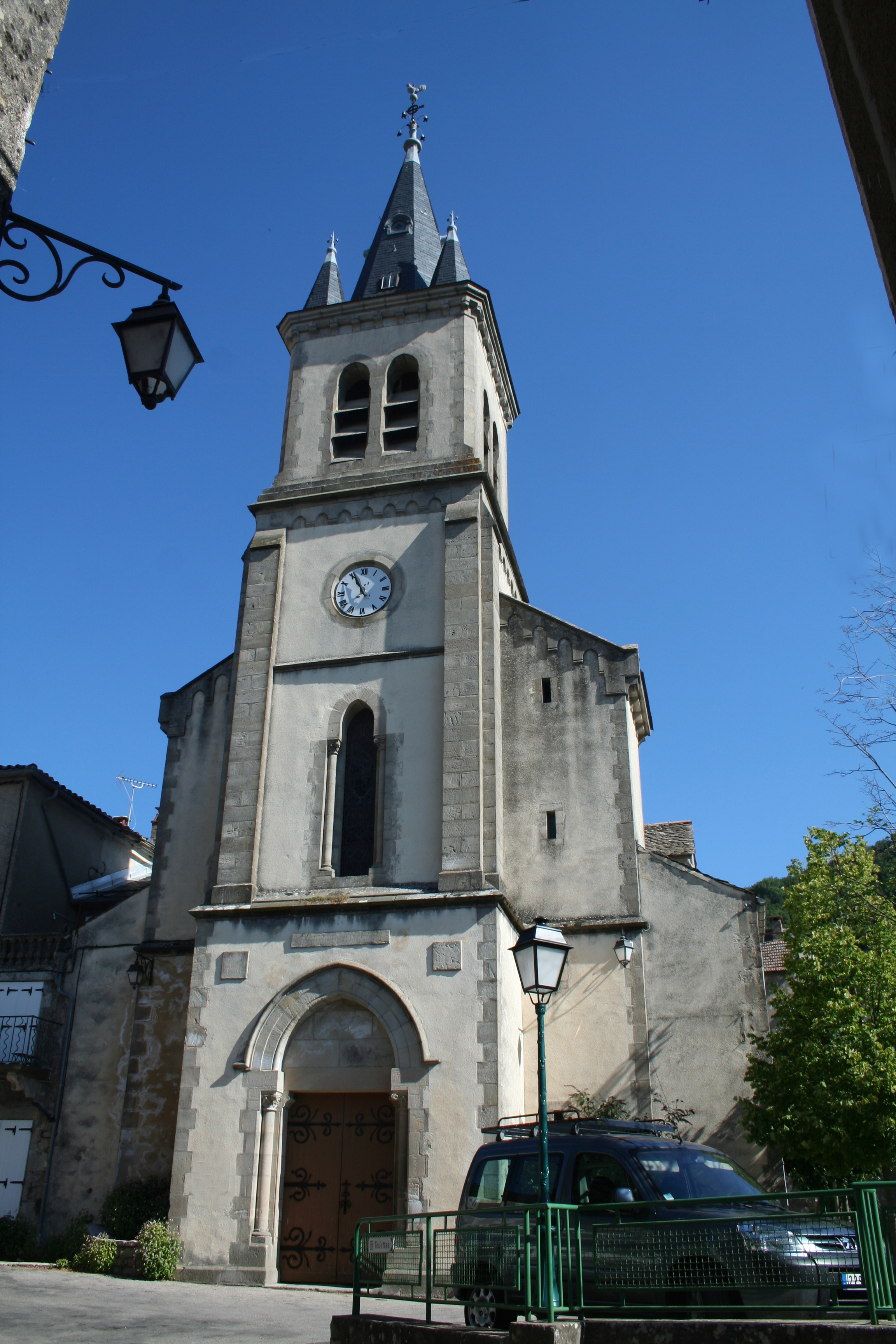
Церковь
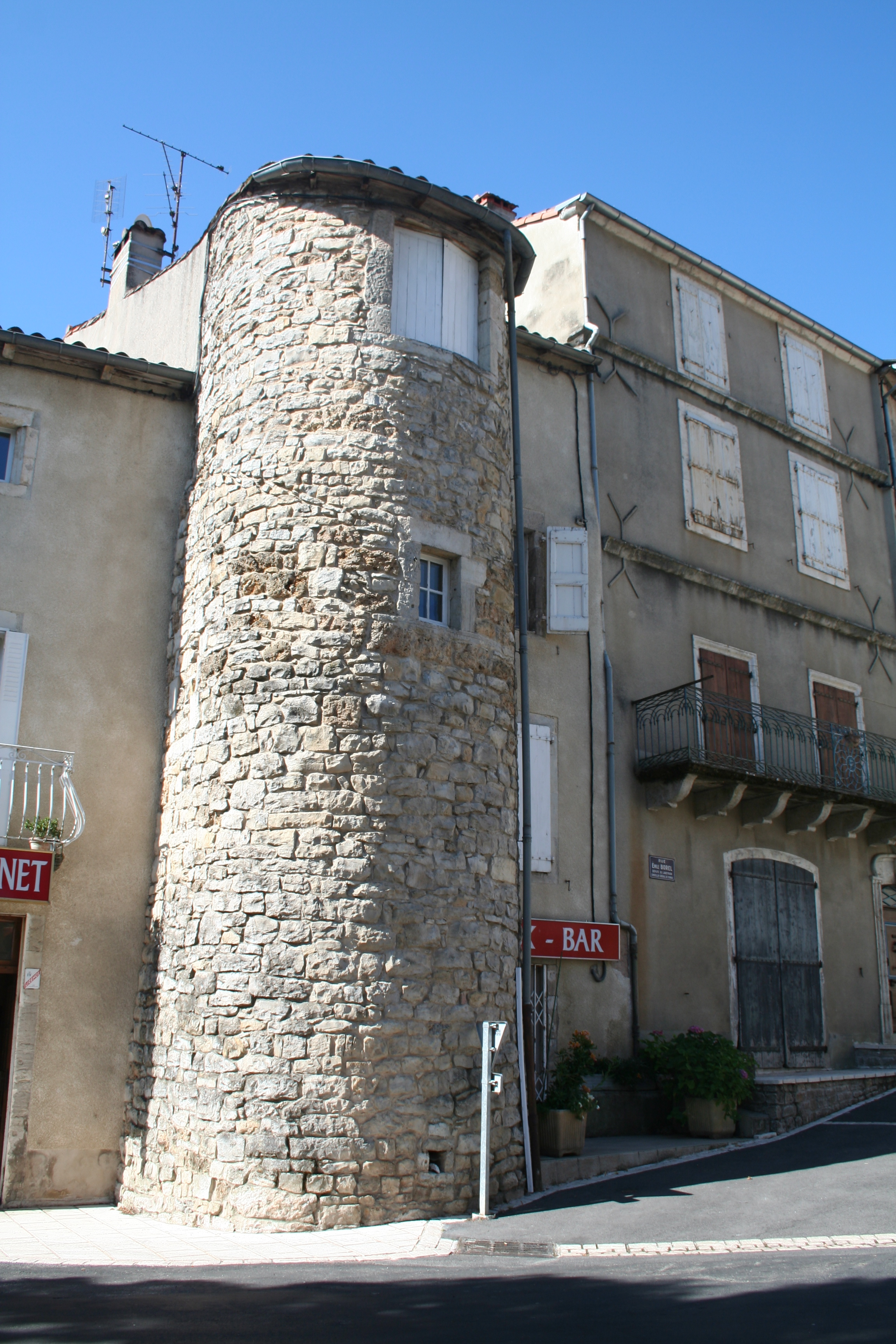
Башня
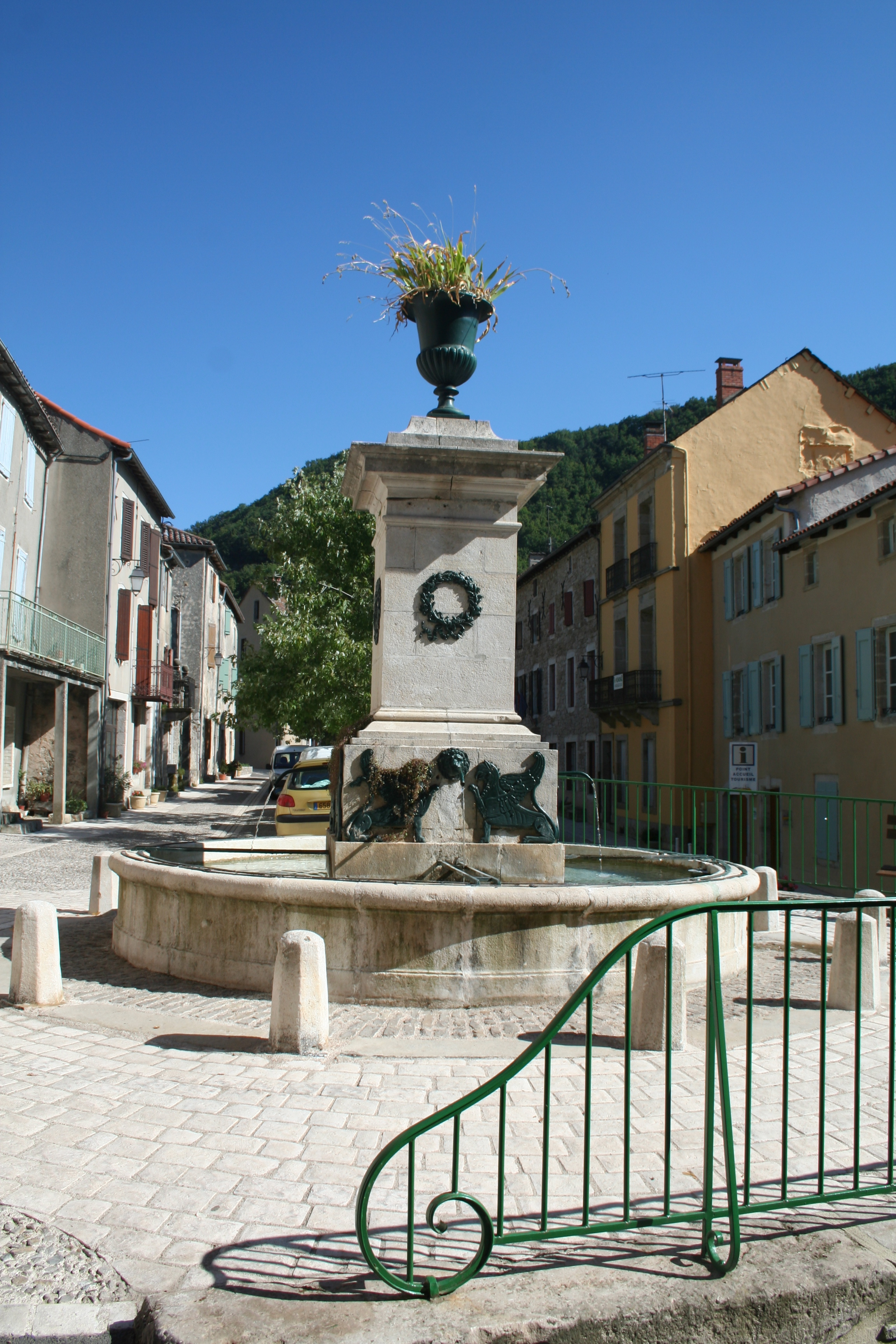
Фонтан
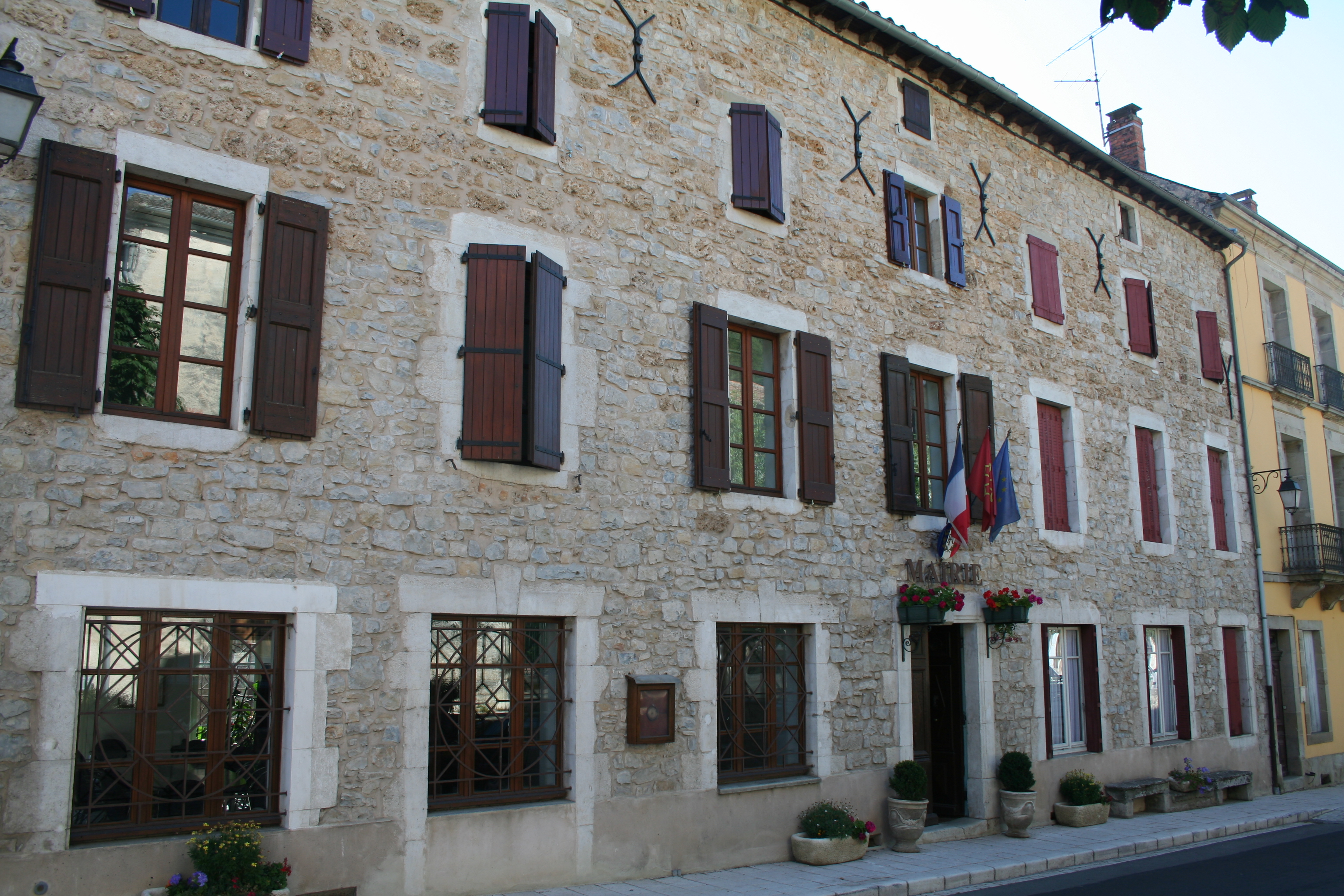
Мэрия